# 克里斯蒂安·诺达尔
克里斯蒂安·耶苏斯·冈萨雷斯·诺达尔（西班牙語：Christian Jesús González Nodal，1999年1月11日—），出生于墨西哥索诺拉州卡波卡，是墨西哥歌手和词曲作者。他的第一首单曲《Adiósamor》于2016年以Fonovisa唱片公司的名义发行，在YouTube上获得了超过9.1亿次观看，并因此声名鵲起，受到墨西哥和美国的媒体關注。